# I Wanna Love You Forever
"I Wanna Love You Forever é o primeiro single do primeiro álbum de estudio, da cantora americana Jessica Simpson, Sweet Kisses. Foi um enorme sucesso nos EUA, alcançando a posição #3 na parada americana da Billboard.

## Remixes
1. I Wanna Love You Forever [Soul Solution Remix Radio Edit]
2. I Wanna Love You Forever [Soda Club Radio Edit]
3. I Wanna Love You Forever [Acapella Remix]
4. I Wanna Love You Forever [DJ Riff Remix]
5. I Wanna Love You Forever [DJ Micro Dance Remix]
6. I Wanna Love You Forever [Soda Club Radio Edit]
7. I Wanna Love You Forever [Soda Club Radio Mix]
8. I Wanna Love You Forever [Soul Solution Extended Club Vocal Version]
9. I Wanna Love You Forever [Soul Solution Extended Club Vox]
10. I Wanna Love You Forever [Soul Solution Radio Edit]
11. I Wanna Love You Forever [Soul Solution Remix Radio Edit]
12. I Wanna Love You Forever [Soul Solution Remix]
13. I Wanna Love You Forever [Soul Solution Vonus Beatz]
14. I Wanna Love You Forever [Thunderpuss 2000 Club Remix]
15. I Wanna Love You Forever [ThunderPuss Club Mix]

## Posições
| Chart (1999)                     | Posição | Fonte(s) |
| -------------------------------- | ------- | -------- |
| EUA Billboard Hot 100            | 3       | [ 1 ]    |
| EUA Billboard Top 40 Mainstream  | 13      | [ 2 ]    |
| EUA Billboard Top 40 Tracks      | 1       |          |
| EUA Billboard Adult Contemporary | 25      | [ 3 ]    |
| EUA Rhythmic Top 40              | 25      | [ 4 ]    |
| 'Tokio Hot 100'                  | 3       |          |
| Norway Top 20                    | 3       |          |
| Sweden Top 60                    | 5       |          |
| Reino Unido Singles Chart        | 7       |          |
| Switzerland Top 100              | 7       |          |
| Canadá Singles Chart             | 9       |          |
| Austrália ARIA Singles Chart     | 9       |          |
| Filipinas Top Hits               | 2       |          |
| Finlândia Top 20                 | 2       |          |
| Irlanda Singles Chart            | 3       |          |
| New Zealand RIANZ Singles Chart  | 6       |          |
| Netherland Mega Top 100          | 1       |          |
| Austria Top 75                   | 5       |          |
| Alemanha Top 100                 | 2       |          |
| França Top 100                   | 1       |          |
| Mundo                            | 2       |          |